# Orchestra europea per la pace

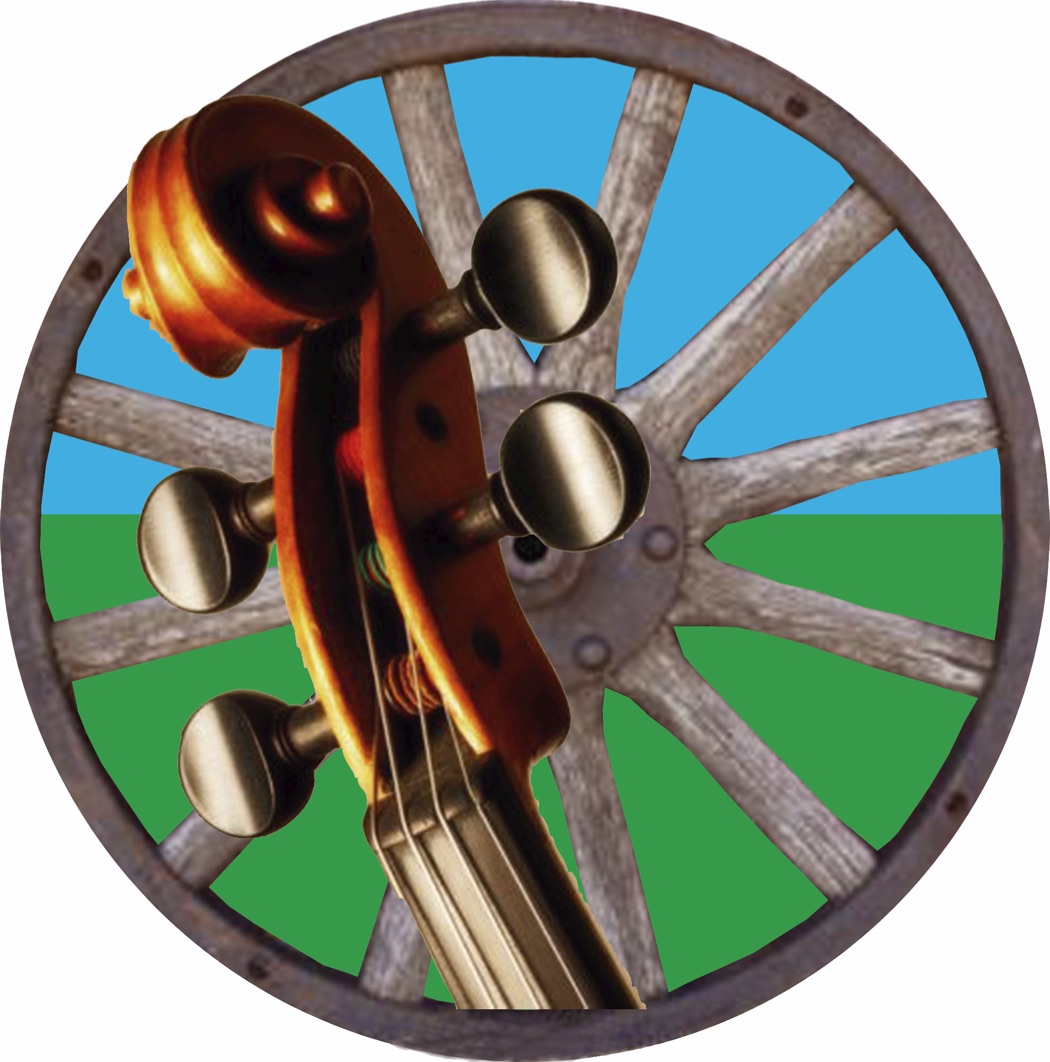
Logo Orchestra Europea per la Pace

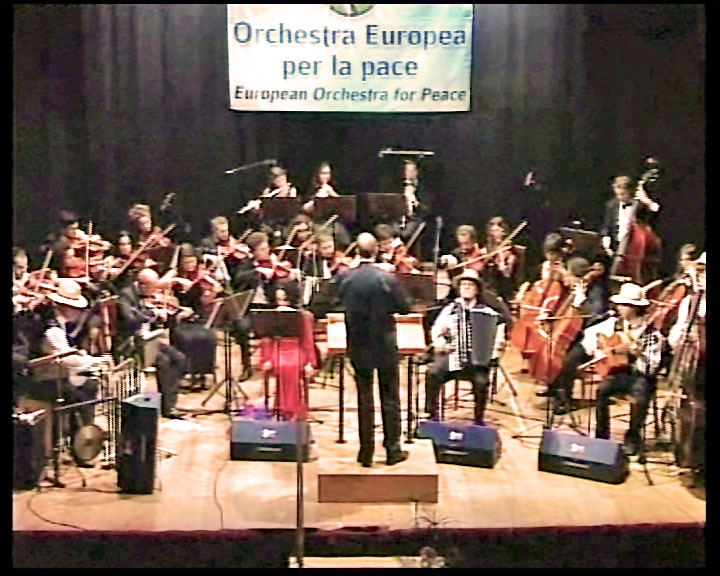
Orchestra Europea per la Pace in Concerto

L'Orchestra europea per la pace nasce nel 2010 da una idea di Alexian Santino Spinelli che ha scelto di far accompagnare da una intera orchestra sinfonica pezzi originali di musica romanì.
L'Orchestra esegue concerti sinfonici per una Europa unita, solidale e senza discriminazioni dal titolo: Romano drom - Viaggio concerto nella musica rom.
Fin dal Rinascimento, i rom girando di piazza in piazza e di castello in castello hanno influenzato i musicisti colti apportando novità ritmiche e musicali oltre che strumentali. Ma è soprattutto in epoca Romantica, nel momento in cui si affermano i concetti di nazione, radici culturali, folklore locale, libertà etc. che i grandi compositori come Liszt, Brahms, Schubert e più tardi Dvorak, Mussoskj, Ravel, Debussy, Bartok, Stravinskj, oggi Goran Bregovic hanno attinto a piene mani dalla tradizione musicale romanì, in questi concerti la musica romanì non viene assorbita dalla musica classica, ma al contrario l’orchestra sinfonica accompagna e si integra nella musica romanì.
Il concerto è un viaggio artistico-culturale in cui vengono rievocate attraverso i suoni, le parole e i colori, le radici profonde di un popolo millenario caratterizzato dalle prismatiche sfumature e dalle intensissime emozioni. Un viaggio nell’intimità della storia e della cultura di un popolo transnazionale.
Le musiche proposte in cui si rintracciano gli echi del passato sono quelle dell’ambito familiare che i Rom suonano per tramandarsi, per comunicare e per restare uniti. I canti sono memorie mai scritte in cui si custodiscono valori etici, filosofici e linguistici di un popolo dalle molteplici espressioni.
L’Europa, mosaico culturale, è anche un mosaico musicale e ogni popolo è custode di ritmi e di stili che si sono rinnovati attraverso i secoli.
A questo ricco mosaico culturale europeo anche i Rom, originari dell’India del Nord, hanno dato il loro apporto, con colori e forme distinti.
In molti paesi la cultura romanì è entrata a far parte del folklore locale, spesso il folklore di quei paesi si identifica con la cultura o l’arte romanì: il flamenco in Spagna, i violinisti ungheresi, i cymbalisti romeni, la musica in Russia e nei Paesi della ex Jugoslavia. Alcuni generi musicali derivano dai Rom come la Czardas e il Verbunkos, ma anche tanta musica balcanica oltre che il jazz manouches, che è il vero jazz europeo, il cui precursore è stato il leggendario manouche Django Reinhardt.
Tra i concerti più significativi che l'orchestra Europea per la Pace ha già tenuto citiamo:
- 7 ottobre 2010 Strasburgo (FRANCIA), Palazzo del Consiglio d'Europa;
- 6 Novembre 2010 Lanciano (CH) ITALIA, Teatro fedele Fenaroli;
- 15 Aprile 2011 Kosice (SLOVACCHIA), Teatro della Filarmonica;
- 29 maggio 2011 Vicenza, Festival Biblico;
- 17 Gennaio 2013 Bruxelles (BELGIO) per il Consiglio d'Europa;
- 27 gennaio 2013, Roma, Museo MAXXI per Campagna DOSTA;
- 4 Dicembre 2013, Teramo, Cattedrale;
- 24 marzo 2017, Roma, Aula Magna, 60º Anniversario dei Trattati di Roma;
- 14 Febbraio 2018, Roma, Palazzo Chigi, Inaugurazione di ERIAC (Istituto Europeo di Cultura Romanì)[1];
- 8 Aprile 2019, Cagliari, Teatro Lirico, Celebrazioni della Giornata mondiale della Popolazione Romanì;[2]
- 2 Agosto 2020, Jasenovac (CROAZIA), inaugurazione Museo dedicato alle vittime del Samudaripèn[3];
- 2 Agosto, Zagabria (CROAZIA), Concerto per le Autorità in Piazza Nikola Šubić Zrinski.
- 8 Aprile 2022, Pesaro, Teatro Sperimentale, Concerto per la giornata mondiale dei Rom
- 15 Giugno 2022, Bologna, Piazza della Montagnola, Concerto per i 600 anni di presenza della Popolazione Romanì in Italia